# フアン・サンティステバン
フアン・サンティステバン・トロジャーノ（Juan Santisteban Troyano、1936年12月8日 - ）は、スペイン・セビリア出身の元サッカー選手、サッカー指導者。現役時代のポジションはMF。
セビリアに生まれ、少年時代にグアルディア・シビルの学校に入学するためマドリードへ引っ越した。現役時代はレアル・マドリードなどでプレーし、リーガ・エスパニョーラ、UEFAチャンピオンズカップなどのタイトルを獲得した。
引退後は指導者としてもレアル・マドリードに携わったほか、スペイン代表のユースでは監督としてシャビ・エルナンデス、アンドレス・イニエスタ、フェルナンド・トーレスらを率いた。また指導者以外でもサッカーに関わっており、スペインサッカー連盟でも働いていたことがある。
現役時代に共にプレーしたレイモン・コパからは、ホセ・サンタマリアやマルキートスらと共に守備の逸材と評された。

## 獲得タイトル

### 選手として
- レアル・マドリード

リーガ・エスパニョーラ : 1956-57, 1957-58, 1960-61, 1963-64
UEFAチャンピオンズカップ : 1956-57, 1957-58, 1958-59, 1959-60
ラテン・カップ : 1957
インターコンチネンタルカップ : 1960

### 監督として
- U-16 スペイン代表

UEFA U-16欧州選手権 : 1991, 1997, 1999, 2001
- U-17 スペイン代表

UEFA U-17欧州選手権 : 2007, 2008
- U-19 スペイン代表

UEFA U-19欧州選手権 : 2007
- U-23 スペイン代表

地中海競技大会 : 2005